# Черноочене
Черноочене е село в Южна България. То е административен център на община Черноочене, област Кърджали, на 15 км северно от Кърджали.

## География
Село Черноочене се намира в района на Източните Родопи.

## История
До 1934 година името на селото е Карагьозлер.

## Население
Численост и дял на етническите групи според преброяването на населението през 2011 г.:
|                     | Численост | Дял (в %) |
| Общо                | 316       | 100,00    |
| Българи             | 0         | 0,00      |
| Турци               | 313       | 99,05     |
| Цигани              | 0         | 0,00      |
| Други               | 0         | 0,00      |
| Не се самоопределят | 0         | 0,00      |
| Неотговорили        | 3         | 0,94      |

## Религии
- 100% от населението са мюсюлмани, етнически турци.